# Le Havre Athletic Club (femenino)
Le Havre Athletic Club es un club de fútbol femenino de Francia, con base en la ciudad de El Havre. Actualmente se desempeña en la Première Ligue, máxima categoría del fútbol femenino francés.
Fue fundado en el 2014 y logró el ascenso a la Division 1 Féminine por primera vez en su historia en la temporada 2019-20.

## Palmarés
| Competición nacional   | Títulos              | Subcampeonatos     |
| ---------------------- | -------------------- | ------------------ |
| Segunda División (1/1) | 2019-20 (Grupo B).   | 2018-19 (Grupo A), |
| Regional (1/0)         | 2017-18 (Normandia). |                    |